# Mads Søndergaard
Mads Søndergaard Clausen (Viborg, 26 dicembre 2002) è un calciatore danese, centrocampista del Viborg.

## Carriera

### Club
Cresciuto nel settore giovanile del Viborg, debutta in prima squadra il 24 giugno 2020, in occasione dell'incontro di 1. Division vinto per 0-1 contro lo Skive. Dopo aver contribuito alla promozione in Superligaen al termine della stagione 2021-2022, il 17 aprile 2022 ha esordito nella massima divisione danese, disputando l'incontro pareggiato per 1-1 contro l'Odense. Il 21 luglio successivo, invece, ha esordito nelle competizioni UEFA per club, nell'incontro dei turni preliminari di Conference League vinto per 0-1 contro il Sūduva.

### Nazionale
Nel 2018 ha giocato due partite con la nazionale danese Under-16, realizzandovi anche una rete.

## Statistiche

### Presenze e reti nei club
Statistiche aggiornate al 3 aprile 2023.
| Stagione        | Squadra         | Campionato      | Campionato | Campionato | Coppe nazionali | Coppe nazionali | Coppe nazionali | Coppe continentali | Coppe continentali | Coppe continentali | Altre coppe | Altre coppe | Altre coppe | Totale | Totale |
| Stagione        | Squadra         | Comp            | Pres       | Reti       | Comp            | Pres            | Reti            | Comp               | Pres               | Reti               | Comp        | Pres        | Reti        | Pres   | Reti   |
| --------------- | --------------- | --------------- | ---------- | ---------- | --------------- | --------------- | --------------- | ------------------ | ------------------ | ------------------ | ----------- | ----------- | ----------- | ------ | ------ |
| 2019-2020       | Viborg          | 1D              | 6          | 0          | CD              | -               | -               |                    | -                  | -                  |             | -           | -           | 6      | 0      |
| 2020-2021       | Viborg          | 1D              | 1          | 0          | CD              | 0               | 0               |                    | -                  | -                  |             | -           | -           | 1      | 0      |
| 2021-2022       | Viborg          | SL              | 6          | 0          | CD              | 0               | 0               |                    | -                  | -                  |             | -           | -           | 6      | 0      |
| 2022-2023       | Viborg          | SL              | 19         | 0          | CD              | 3               | 3               | UECL               | 5                  | 0                  |             | -           | -           | 27     | 3      |
| Totale Viborg   | Totale Viborg   | Totale Viborg   | 32         | 0          |                 | 3               | 3               |                    | 5                  | 0                  |             | -           | -           | 40     | 3      |
| Totale carriera | Totale carriera | Totale carriera | 32         | 0          |                 | 3               | 3               |                    | 5                  | 0                  |             | -           | -           | 40     | 3      |

## Palmarès

### Club

#### Competizioni nazionali
- 1. Division: 1

Viborg: 2020-2021